# Migliori prestazioni europee nei 100 metri ostacoli
La lista delle migliori prestazioni europee nei 100 metri ostacoli, aggiornata periodicamente dalla World Athletics, raccoglie i migliori risultati di tutti i tempi delle atlete europee nella specialità dei 100 metri ostacoli.

## Femminili

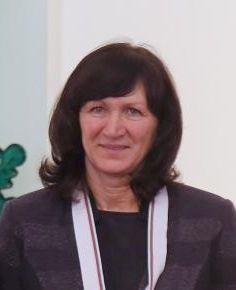
Jordanka Donkova, detentrice del record europeo dei 100 m ostacoli

Statistiche aggiornate al 7 giugno 2022.
|     | Tempo            | Atleta               | Luogo        | Data             |
| --- | ---------------- | -------------------- | ------------ | ---------------- |
| 1.  | 12"21 (+0,7 m/s) | Jordanka Donkova     | Stara Zagora | 20 agosto 1988   |
| 2.  | 12"25 (+1,4 m/s) | Ginka Zagorčeva      | Drama        | 8 agosto 1987    |
| 3.  | 12"26 (+1,7 m/s) | Ludmila Narozhilenko | Siviglia     | 6 giugno 1992    |
| 4.  | 12"36 (+1,9 m/s) | Grażyna Rabsztyn     | Varsavia     | 13 giugno 1980   |
| 5.  | 12"39 (+1,5 m/s) | Vera Komisova        | Roma         | 5 agosto 1980    |
| 5.  | 12"39 (+1,8 m/s) | Natalya Grigoryeva   | Kiev         | 11 luglio 1991   |
| 7.  | 12"41 (+0,5 m/s) | Alina Talaj          | Sankt Pölten | 31 maggio 2018   |
| 8.  | 12"42 (+1,8 m/s) | Bettine Jahn         | Berlino Est  | 8 giugno 1983    |
| 9.  | 12"43 (-0,9 m/s) | Lucyna Langer        | Hannover     | 19 agosto 1984   |
| 10. | 12"44 (-0,5 m/s) | Gloria Siebert       | Roma         | 4 settembre 1987 |